# Peng Zhaoqin
Peng Zhaoqin (8 de maig de 1968, Guangzhou, Guangdong) és una jugadora d'escacs xinesa, que resideix als Països Baixos des de 1996, i ha adoptat la nacionalitat neerlandesa. Té el títol de Gran Mestre absolut des de 2004. Peng Zhaoqin ha guanyat en tres ocasions el Campionat d'escacs de la Xina (1987, 1990, i 1993), i dotze cops el Campionat d'escacs dels Països Baixos (1997, i continuadament entre 2000 i 2010). El 2004 fou subcampiona d'Europa femenina a Dresden, rere Aleksandra Kosteniuk.
A la llista d'Elo de la FIDE del desembre de 2021, hi tenia un Elo de 2350 punts, cosa que en feia la jugadora femenina número 2 (en actiu) dels Països Baixos, i la 105a millor jugadora del rànquing mundial. El seu màxim Elo va ser de 2472 punts, a la llista de l'abril de 2002 (posició 5 al rànquing mundial).